# Draft 2005 de la NBA
2004 2006
La draft 2005 de la NBA est la 59e draft annuelle de la National Basketball Association (NBA), se déroulant en amont de la saison 2005-2006. Elle s'est tenue le 28 juin 2005 au théâtre du Madison Square Garden à New York. Dans cette draft, les équipes NBA ont sélectionné 49 joueurs d'université et de lycée et 11 joueurs internationaux.
Lors de cette draft, les équipes de la National Basketball Association (NBA) pouvaient sélectionner des joueurs issus de NCAA et d'autres joueurs éligibles pour la première fois, tels des joueurs de lycée et de ligues étrangères. C'était la dernière draft où les joueurs de lycée étaient éligibles. Le nouvel accord collectif entre la ligue et l'association des joueurs a établi un âge limite pour être éligible à la draft. À partir de la draft 2006, les joueurs américains ne pourront se déclarer éligibles pour la draft avant l'âge de 19 ans, soit avant le 31 décembre de l'année de la draft et qui ne seront pas dans l'année de l'obtention de leur diplôme. Les joueurs internationaux doivent avoir 19 ans l'année de la draft.
La loterie pour désigner la franchise qui choisit en première un joueur, consiste en une loterie pondérée : parmi les équipes non qualifiées en playoffs, les chances de remporter le premier choix sont de 25% pour la plus mauvaise équipe, et de 0,5% pour la « moins mauvaise », où chaque équipe se voit confier aléatoirement 250 à 5 combinaisons différentes.
Andrew Bogut est sélectionné en premier choix par les Bucks de Milwaukee, en provenance des Utes de l'Utah. C'est le quatrième choix de la draft, Chris Paul, qui remporte le titre de NBA Rookie of the Year.

## Draft
| ^ | Signale un joueur qui a été intronisé au Basketball Hall of Fame                                                                |
| * | Signale un joueur qui a été sélectionné pour au moins un match annuel NBA All-Star Game et une récompense annuelle All-NBA Team |
| + | Signale un joueur qui a été sélectionné pour au moins un match annuel NBA All-Star Game                                         |
| x | Signale un joueur qui a été sélectionné pour au moins une récompense annuelle All-NBA Team                                      |
| R | Signale le joueur qui a remporté le titre de NBA Rookie of the Year                                                             |

### Premier tour
| Choix | Nom                | Position       | Nationalité            | Équipe                                                             | Provenance                           |
| ----- | ------------------ | -------------- | ---------------------- | ------------------------------------------------------------------ | ------------------------------------ |
| 1     | Andrew Bogutx      | Pivot          | Australie              | Bucks de Milwaukee                                                 | Utah Utes                            |
| 2     | Marvin Williams    | Ailier         | États-Unis             | Hawks d'Atlanta                                                    | North Carolina Tar Heels             |
| 3     | Deron Williams*    | Meneur         | États-Unis             | Jazz de l'Utah                                                     | Illinois Fighting Illini             |
| 4     | Chris Paul* R      | Meneur         | États-Unis             | Hornets de la Nouvelle-Orléans                                     | Wake Forest Demon Deacons            |
| 5     | Raymond Felton     | Meneur         | États-Unis             | Bobcats de Charlotte                                               | North Carolina Tar Heels             |
| 6     | Martell Webster    | Ailier         | États-Unis             | Trail Blazers de Portland (de Utah)                                | Seattle Preparatory School (Seattle) |
| 7     | Charlie Villanueva | Ailier fort    | États-Unis             | Raptors de Toronto                                                 | Connecticut Huskies                  |
| 8     | Channing Frye      | Ailier fort    | États-Unis             | Knicks de New York                                                 | Arizona Wildcats                     |
| 9     | Ike Diogu          | Ailier fort    | États-Unis             | Warriors de Golden State                                           | Arizona State Sun Devils             |
| 10    | Andrew Bynum*      | Pivot          | États-Unis             | Lakers de Los Angeles                                              | St. Joseph's High School (Metuchen)  |
| 11    | Fran Vázquez       | Ailier fort    | Espagne                | Magic d'Orlando                                                    | Unicaja Málaga (Espagne)             |
| 12    | Yaroslav Korolev   | Ailier fort    | Russie                 | Clippers de Los Angeles                                            | CSKA Moscou (Russie)                 |
| 13    | Sean May           | Ailier fort    | États-Unis             | Bobcats de Charlotte (de Cleveland via Phoenix)                    | North Carolina Tar Heels             |
| 14    | Rashad McCants     | Arrière        | États-Unis             | Timberwolves du Minnesota                                          | North Carolina Tar Heels             |
| 15    | Antoine Wright     | Ailier         | États-Unis             | Nets du New Jersey                                                 | Texas A&M Aggies                     |
| 16    | Joey Graham        | Ailier         | États-Unis             | Raptors de Toronto (de Philadelphia via Denver et New Jersey)      | Oklahoma State Cowboys               |
| 17    | Danny Granger+     | Ailier         | États-Unis             | Pacers de l'Indiana                                                | New Mexico Lobos                     |
| 18    | Gerald Green       | Ailier         | États-Unis             | Celtics de Boston                                                  | Gulf Shores Academy (Houston)        |
| 19    | Hakim Warrick      | Ailier         | États-Unis             | Grizzlies de Memphis                                               | Syracuse University Orange           |
| 20    | Julius Hodge       | Arrière Ailier | États-Unis             | Nuggets de Denver (de Washington via Orlando)                      | North Carolina State Wolfpack        |
| 21    | Nate Robinson      | Meneur         | États-Unis             | Suns de Phoenix (de Chicago, transféré à New York)                 | Washington Huskies                   |
| 22    | Jarrett Jack       | Meneur         | États-Unis             | Nuggets de Denver (transféré à Portland)                           | Georgia Tech Yellow Jackets          |
| 23    | Francisco García   | Arrière Ailier | République dominicaine | Kings de Sacramento                                                | Louisville Cardinals                 |
| 24    | Luther Head        | Arrière        | États-Unis             | Rockets de Houston                                                 | Illinois Fighting Illini             |
| 25    | Johan Petro        | Pivot          | France                 | SuperSonics de Seattle                                             | Élan béarnais Pau-Orthez (France)    |
| 26    | Jason Maxiell      | Ailier fort    | États-Unis             | Pistons de Détroit                                                 | Cincinnati Bearcats                  |
| 27    | Linas Kleiza       | Ailier         | Lituanie               | Trail Blazers de Portland (de Dallas via Utah, transféré à Denver) | Missouri Tigers                      |
| 28    | Ian Mahinmi        | Pivot          | France                 | Spurs de San Antonio                                               | Le Havre (France)                    |
| 29    | Wayne Simien       | Ailier fort    | États-Unis             | Heat de Miami                                                      | Kansas Jayhawks                      |
| 30    | David Lee*         | Ailier fort    | États-Unis             | Knicks de New York (de Phoenix via San Antonio)                    | Florida Gators                       |

### Deuxième tour
| Choix | Nom                      | Position          | Nationalité          | Équipe                                                        | Provenance                                             |
| ----- | ------------------------ | ----------------- | -------------------- | ------------------------------------------------------------- | ------------------------------------------------------ |
| 31    | Salim Stoudamire         | Arrière           | États-Unis           | Hawks d'Atlanta                                               | Arizona Wildcats                                       |
| 32    | Daniel Ewing             | Meneur            | États-Unis           | Clippers de Los Angeles (de Charlotte)                        | Duke Blue Devils                                       |
| 33    | Brandon Bass             | Ailier fort       | États-Unis           | Hornets de la Nouvelle-Orléans                                | LSU Tigers                                             |
| 34    | C. J. Miles              | Arrière           | États-Unis           | Jazz de l'Utah                                                | Skyline High School (Dallas)                           |
| 35    | Ricky Sánchez            | Pivot             | Porto Rico           | Trail Blazers de Portland (transféré à Denver)                | IMG Academy                                            |
| 36    | Ersan Ilyasova           | Ailier fort       | Turquie              | Bucks de Milwaukee                                            | Fenerbahçe Ülkerspor (Turquie)                         |
| 37    | Ronny Turiaf             | Pivot             | France               | Lakers de Los Angeles (des New York via Atlanta et Charlotte) | Gonzaga Bulldogs                                       |
| 38    | Travis Diener            | Meneur            | États-Unis           | Magic d'Orlando (de Toronto)                                  | Marquette Golden Eagles                                |
| 39    | Von Wafer                | Arrière           | États-Unis           | Lakers de Los Angeles                                         | Florida State                                          |
| 40    | Monta Ellis              | Arrière           | États-Unis           | Warriors de Golden State                                      | Lanier High School (Jackson (Mississippi))             |
| 41    | Roko Ukić                | Meneur            | Croatie              | Raptors de Toronto (de Orlando)                               | KK Split (Croatie et Ligue adriatique)                 |
| 42    | Chris Taft               | Ailier fort       | États-Unis           | Warriors de Golden State (des L.A. Clippers via New Jersey)   | Pittsburgh Panthers                                    |
| 43    | Mile Ilić                | Pivot             | Serbie-et-Monténégro | Nets du New Jersey                                            | KK Železnik (Serbie et Montenegro et Ligue adriatique) |
| 44    | Martynas Andriuškevičius | Pivot             | Lituanie             | Magic d'Orlando (de Cleveland, transféré à Cleveland)         | Žalgiris Kaunas (Lituanie)                             |
| 45    | Louis Williams           | Arrière           | États-Unis           | 76ers de Philadelphie                                         | South Gwinnett High School (Snellville)                |
| 46    | Erazem Lorbek            | Ailier fort Pivot | Slovénie             | Pacers de l'Indiana                                           | Fortitudo Bologne (Italie)                             |
| 47    | Bracey Wright            | Arrière           | États-Unis           | Timberwolves du Minnesota                                     | Indiana Hoosiers                                       |
| 48    | Mickaël Gelabale         | Ailier            | France               | SuperSonics de Seattle (de Memphis)                           | Real Madrid (Espagne)                                  |
| 49    | Andray Blatche           | Ailier fort Pivot | États-Unis           | Wizards de Washington                                         | South Kent HS (Connecticut)                            |
| 50    | Ryan Gomes               | Ailier            | États-Unis           | Celtics de Boston                                             | Providence Friars                                      |
| 51    | Robert Whaley            | Ailier fort       | États-Unis           | Jazz de l'Utah (de Chicago via Houston)                       | Walsh University                                       |
| 52    | Axel Hervelle            | Ailier fort       | Belgique             | Nuggets de Denver                                             | Real Madrid (Espagne)                                  |
| 53    | Orien Greene             | Arrière           | États-Unis           | Celtics de Boston (de Sacramento)                             | Louisiana Ragin' Cajuns                                |
| 54    | Dijon Thompson           | Arrière Ailier    | États-Unis           | Knicks de New York (de Houston, transféré à Phoenix)          | UCLA Bruins                                            |
| 55    | Lawrence Roberts         | Ailier            | États-Unis           | SuperSonics de Seattle (transféré à Memphis)                  | Mississippi State Bulldogs                             |
| 56    | Amir Johnson             | Ailier            | États-Unis           | Pistons de Détroit                                            | Westchester High School (Los Angeles)                  |
| 57    | Marcin Gortat            | Pivot             | Pologne              | Suns de Phoenix (de Dallas via New Orleans)                   | RheinEnergie Cologne (Allemagne)                       |
| 58    | Uroš Slokar              | Ailier            | Slovénie             | Raptors de Toronto (de Miami)                                 | Pallalcesto Amatori Udine (Italie)                     |
| 59    | Cenk Akyol               | Meneur            | Turquie              | Hawks d'Atlanta (de San Antonio)                              | Efes Pilsen İstanbul (Turquie)                         |
| 60    | Alex Acker               | Arrière           | États-Unis           | Pistons de Détroit (de Phoenix via Utah et Philadelphia)      | Pepperdine Waves                                       |

## Joueurs notables non draftés
| Nom              | Position    | Nationalité | Provenance     |
| ---------------- | ----------- | ----------- | -------------- |
| Alan Anderson    | Ailier      | États-Unis  | Michigan State |
| Will Bynum       | Meneur      | États-Unis  | Georgia Tech   |
| Chuck Hayes      | Ailier fort | États-Unis  | Kentucky       |
| Dwayne Jones     | Pivot       | États-Unis  | Saint Joseph's |
| Shavlik Randolph | Ailier fort | États-Unis  | Duke           |
| Luke Schenscher  | Pivot       | Australie   | Georgia Tech   |
| Roger Powell     | Ailier      | États-Unis  | Illinois       |